# 6562 Takoyaki
A 6562 Takoyaki (ideiglenes jelöléssel 1991 VR3) a Naprendszer kisbolygóövében található aszteroida. Janai Maszajuki és Vatanabe Kazuró fedezte fel 1991. november 9-én.